# 北京公交318路

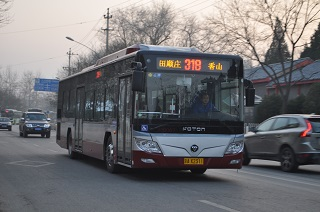
运行中的318路

北京公交318路，是位于北京市西部的一条公交线路，起点是位于石景山区的田顺庄，终点站是位于海淀区的香泉环岛，线路总长约17公里，单程时间为70分钟，运营单位是北京公交集团第四客运分公司。

## 线路历史
1976年6月28日开线，由苹果园（南）经西黄村、北京植物园至香山，线路总长为10.31公里。
1981年9月1日，采纳海淀区人大代表建议，由苹果园（南）向西延至地铁苹果园站，线路总长约10.86 公里。同年12月，因地铁苹果园站掉头困难，返回苹果园（南）发车，路长10.31公里。
2002年5月14日，318路公共汽车延长至石景山区的老古城。原线由香山至苹果园南路东口后，增设丁字口（现名：黄南苑小区）、首钢医院、北方工业大学、晋元庄路口（现名：晋元桥南）、晋元庄、八角北路东口、八角路东口、八角路、古城公园、石景山古城、老古城。线路长度15.08公里，营业时间：老古城—香山5：20－20：00，老古城—苹果园南路东口末车21：30，苹果园南路东口—老古城末车21：50，香山－老古城5：50－20：50，全程票价1.5元，月票有效。同时撤销原503路公共汽车。
2008年2月7日（农历大年初一），为了方便市民出行，结合2007年优化公交线网工作经验，北京公交集团公司实施2008年一季度开调线路方案。318路（老古城—香山）营业时间延长，老古城由5:00-20:00延长至5:00-21:30，香山由5:50-20:50延长至5:50-22:00。
2015年8月13日，318路向西延长至现在的终点站—田顺庄，增设首钢厂东门、田顺庄两站。。
2017年12月，因北京地铁西郊线开通，318路在香山方向北京植物园-香山站运行区间的走向，由原本的直接从香山南路由南向西拐入香山路变为先由南向东拐入香山路，绕行至香泉环岛掉头后再经香山路由东向西行驶至香山。
2019年7月，因香山公交场站腾退，香山站始发车辆全部迁移至香泉环岛站。因此，318路首末站改为田顺庄-香泉环岛，线路走向不变。
2021年9月25日，按照石景山区政府部门关于腾退田顺庄公交场站的要求，318路调整至城通街公交场站。线路调整后由城通街发出，向北至石景山路返回原线行驶，增设“城通街”、“城通街北口”站，取消“田顺庄”、“首钢厂东门”、“老古城”站。返回方向沿石景山路至首钢厂东门掉头至城通街，增设“城通街北口”、“城通街”站，取消“田顺庄”站，“首钢厂东门”站移至路南侧。

## 票价及运营时间[4]
- 票价：318路全程票价为3元，10公里内为2元，每增加5公里加价1元，持北京市政交通一卡通普通卡乘车刷卡可享受5折优惠，持北京市政交通一卡通学生卡乘车刷卡可享受2.5折优惠。

- 运营时间：
  - 城通街：05:00—21:30
  - 香泉环岛：05:50—22:20

## 配车
北京公交318路曾是北京公交中用过车型最多的线路之一，最多的时候曾使用过9种车型

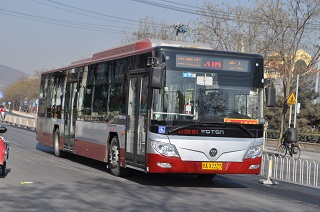
如今在318路上服役的是北汽福田汽车股份有限公司生产的BJ6123C7BTD-1型清洁能源压缩天然气（CNG）客车

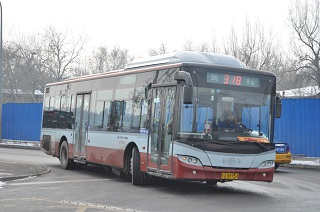
318路所使用过的由青年汽车集团有限公司生产的JNP6120GC型清洁能源压缩天然气（CNG）客车，现已报废

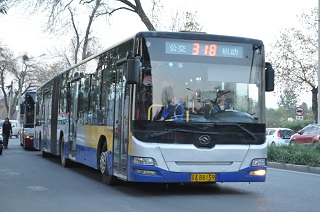
318路所使用过的由辽宁曙光汽车集团下属的黄海客车公司生产的DD6181S0218米铰接客车，现已报废

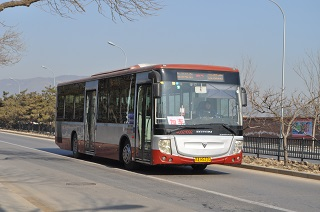
318路使用的夜5路加车，由北汽福田汽车股份有限公司生产BJ6123C7NJB-1型客车

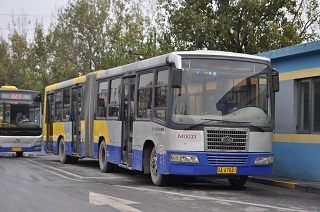
318路使用过的由京华客车厂牌生产的BK6141D1前置发动机客车，现已报废

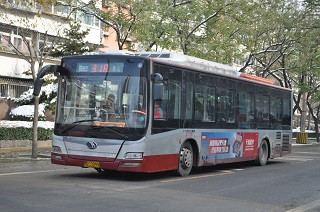
318路使用过的由京华客车厂生产的BK6111CNGZ3型压缩天然气客车，现已报废

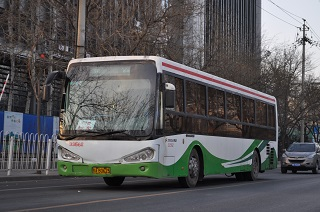
318路使用过的由京华客车厂生产的BK6125D型客车，现已报废

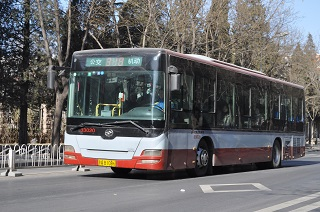
318路使用过的由辽宁曙光汽车集团下属的黄海客车公司生产的DD6129S11型客车，现已报废

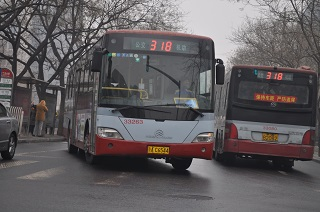
318路使用过的由厦门金龙客车公司生产的XML6112UE13型客车，现已报废

目前配车为BJ6123EVCA-37（电鹰）

## 沿线站位及重要设施
沿线站位為：
- 去程：城通街-城通街北口-石景山古城-古城东街南口-古城公园-八角路-八角路东口-石景山游乐园西门-晋元庄-晋元桥南-北方工业大学-首钢医院-黄南苑小区-苹果园南路东口-西黄村北站-西下庄南-西下庄东-北京射击场-南辛庄-双新园-北辛庄-门头馨村南区-南河滩-红旗村-北京植物园-北京植物园南门-香泉环岛

- 回程：香泉环岛-北京植物园南门-香山-北京植物园-红旗村-南河滩-门头馨村南区-北辛庄-双新园-南辛庄-北京射击场-西下庄南-西黄村北站-苹果园南路东口-黄南苑小区-首钢医院-北方工业大学-晋元桥南-晋元庄-石景山游乐园西门-八角路东口-八角路-古城公园-古城东街南口-石景山古城-老古城-首钢厂东门-城通街北口-城通街

主要站牌位置：
- 香山站：临近香山公园，可换乘北京地铁西郊线（香山站）
- 国家植物园站：临近国家植物园
- 北京射击场：临近北京射击馆
- 西下庄南：临近北京八大处整形医院
- 苹果园南路东口：可换乘北京地铁6号线（杨庄站）
- 黄南苑小区站：临近首钢篮球中心
- 首钢医院站：临近北京大学首钢医院、首钢工学院
- 北方工业大学站：临近北方工业大学
- 晋元桥南站：临近：沃尔玛山姆会员商店北京阜石路店
- 八角路站：临近北京市石景山区实验中学
- 石景山古城站：可换乘北京地铁1号线，临近北京市石景山区人民检察院、石景山区出入境管理大厅
- 首钢厂东门站：临近首钢

2017年年底，伴随着北京第一条现代化有轨电车——地铁西郊线的开通，乘客们可在香山站换乘地铁西郊线至巴沟站方向
每年的10月中旬，位于北京市海淀区的香山公园会举办一年一度的香山红叶节，游客们可在公园内欣赏到漫山遍野的红叶景观。从地铁古城站C口出站，乘坐318路可直达终点香山站。